# 7 décembre dans les chemins de fer
7 novembre 7 janvier
Chronologies thématiques
- Croisades
- Sports
- Disney

Cette page concerne les événements qui se sont déroulés un 7 décembre dans les chemins de fer.

## Événements

### XIXesiècle
- 1880. Espagne : Création à Madrid de la Compagnie des chemins de fer de Madrid à Cáceres et au Portugal (es) (MCP).

### XXesiècle
- 1901. France : ouverture au service voyageurs de la ligne d'Oloron-Sainte-Marie à Sauveterre-de-Béarn (compagnie du chemin de fer de Pau-Oloron-Mauléon et du Tramway de Bayonne à Biarritz
- 1965. France : déclassement de la partie entre Auch et Vic-en-Bigorre sur la ligne à voie unique Agen-Tarbes ; elle est immédiatement déferrée[1].

### XXIesiècle
- 2006. France : Accident dû à un problème de freins sur le Funiculaire de Montmartre sans gravité ne faisant aucune victime.

- 2009. France : inauguration du sixième quai (et des voies 10 et 11) de la gare de Toulouse-Matabiau.

## Naissances
- x

## Décès
- x